# Étienne Dumont

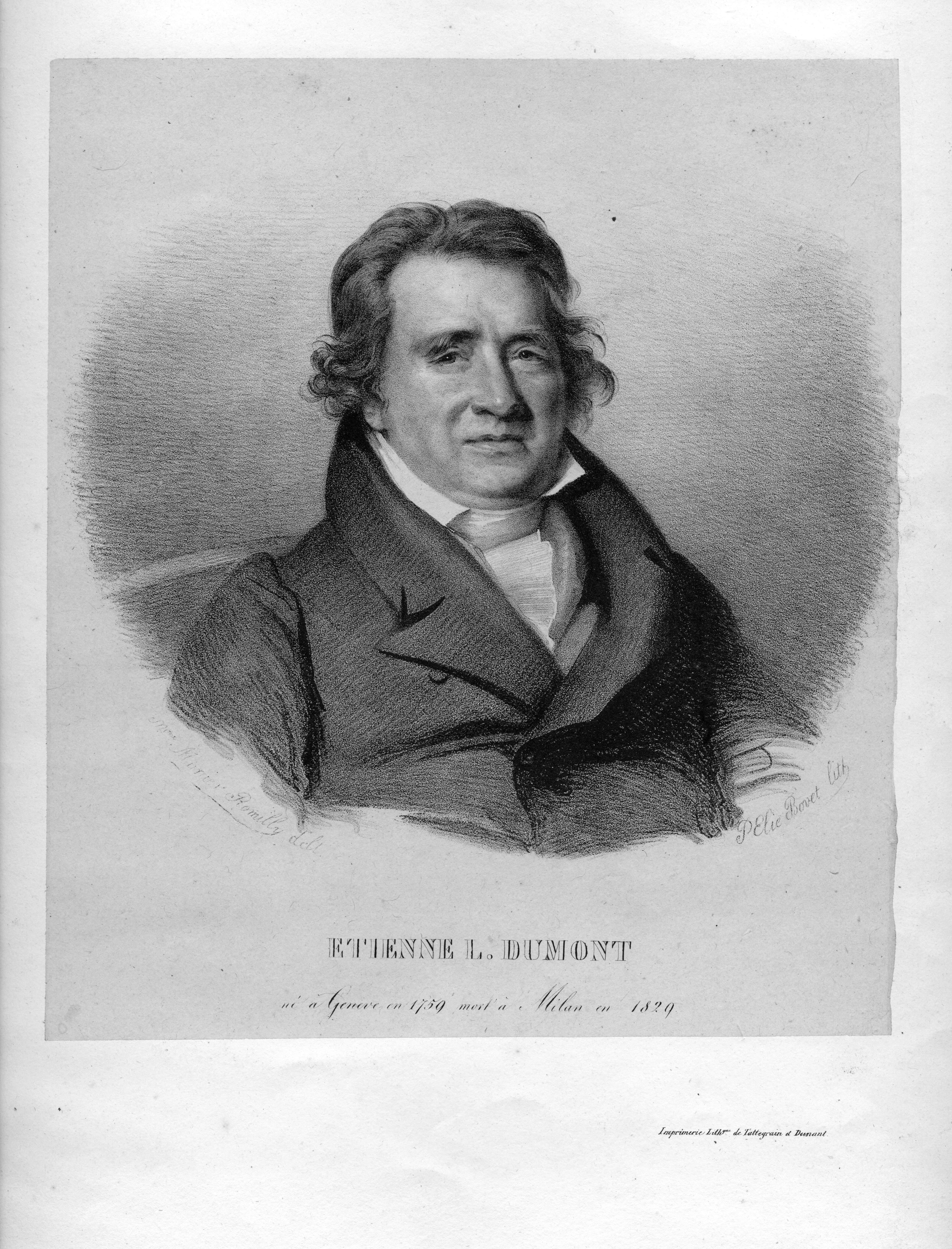
Stich von Etienne Dumont, nach einer Zeichnung von Amélie Munier-Romilly

Étienne Dumont (* 18. Januar 1759 in Genf; † 29. September 1829 in Mailand, Italien; heimatberechtigt in Genf) war ein Schweizer Jurist und Politiker aus dem Kanton Genf.

## Biografie
Étienne Dumont wurde als Sohn des Juweliers Abraham-David Dumont († 1762) und der Louise Esther d’Illens, Leiterin eines Pensionats, geboren. Er studierte Theologie an der Akademie Genf. Nach seiner Ordination 1783 wurde Dumont im März 1784 von der patrizischen Regierung das Misstrauen ausgesprochen, worauf er Genf verliess. Von 1784 bis 1785 war er Pfarrer der Französischen Kirche in Sankt Petersburg, von 1786 bis 1789 war er als Privatlehrer in London tätig. Er war ein enger Freund von William Petty, 2. Earl of Shelburne, einem ehemaligen britischen Premierminister der Whig-Partei.
Für kurze Zeit nach Genf zurückgekehrt, wurde Dumont nach der Genfer Revolution im Februar 1793 in die Nationalversammlung gewählt. Er gehörte zu den Gemässigten und wurde mit den Aussenbeziehungen betraut. Doch schon im Juni gleichen Jahres schickte er aus London seine Demission. Dumont begann daraufhin, die meist noch unveröffentlichten Manuskripte des englischen Philosophen und Publizisten Jeremy Bentham auf Französisch herauszugeben. Er übersetzte oder bearbeitete beispielsweise die Werke Panoptique (1791), Traités de législation civile et pénale (1802), Théorie des peines et des récompenses (1811), Tactique des assemblées législatives (1816), Traité des preuves judiciaires (1823) und De l’organisation judiciaire et de la codification (1828).

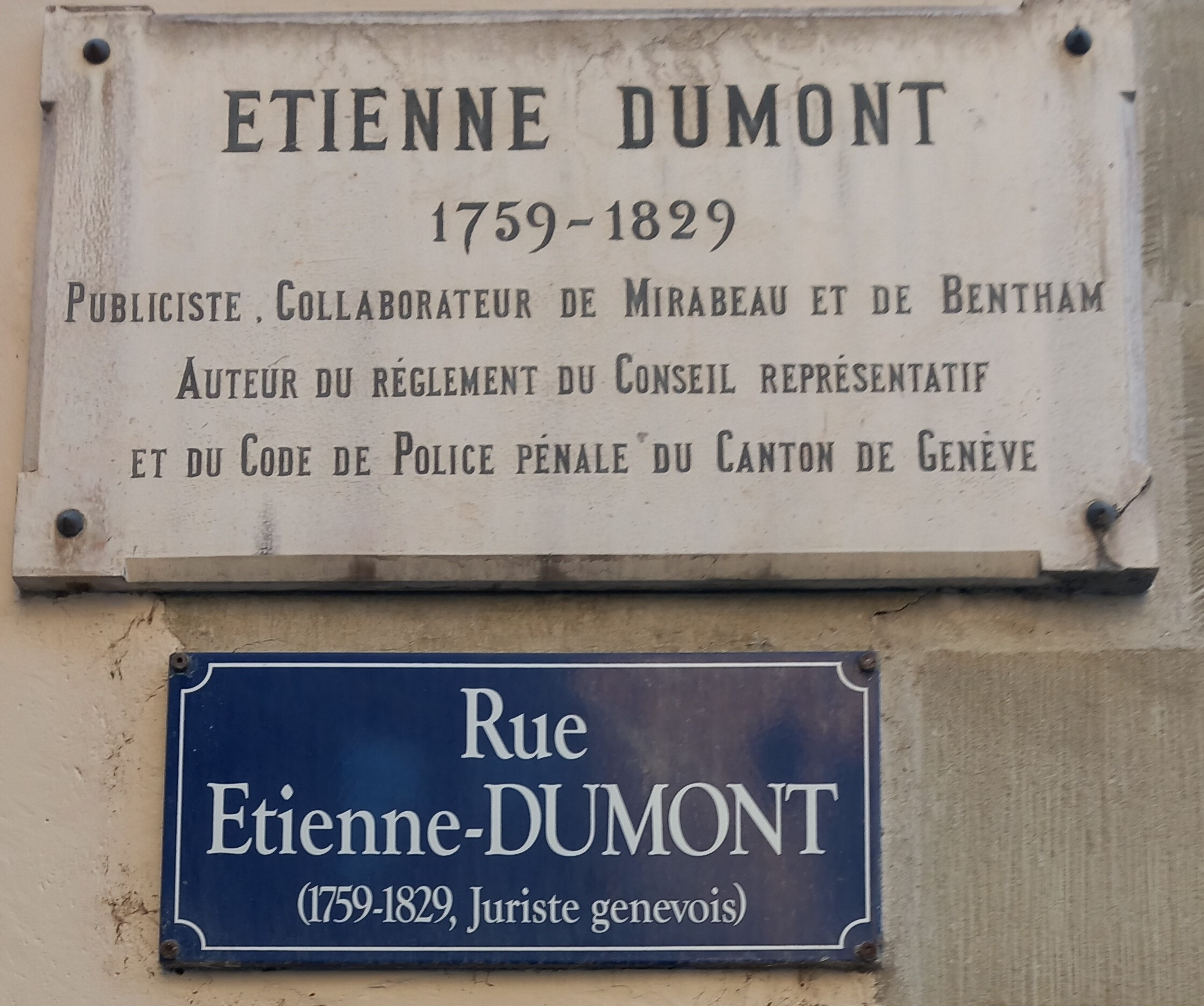
Straßenschild der Rue Étienne-Dumont in Genf

1814 liess sich Dumont wieder in Genf nieder und wurde als Liberaler in den Repräsentierenden Rat gewählt, dessen Statuten er 1815 verfasste. Es gelang ihm nicht, den napoleonischen Code pénal durch ein Strafgesetz mit utilitaristischem Ansatz zu ersetzen. Hingegen verdankt ihm die Stadt Genf den Bau eines panoptisch angelegten Gefängnisses (1825–1862). Dumont trug dazu bei, utilitaristisches Ideengut in der ganzen Welt zu verbreiten. Er war ein Vertreter der Wirtschaftsfreiheit, setzte sich aber 1820 für die obligatorische Brandversicherung ein.

## Werke
- Letters containing an Account of the late Revolution in France, 1792.
- Souvenirs sur Mirabeau et sur les deux premières assemblées législatives, hg. von J. Bénétruy, 1951.